# Gustavo Cabral
Gustavo Daniel Cabral (Isidro Casanova, 14 oktober 1985) is een Argentijns voetballer die bij voorkeur als centrale verdediger speelt. Hij tekende in 2013 bij Celta de Vigo.

## Clubcarrière
Cabral begon met voetballen in eigen land bij Racing Club en River Plate. In 2010 trok hij naar het Mexicaanse Estudiantes Tecos. Het jaar nadien keerde de centrumverdediger terug naar Argentinië, waar hij tekende bij Arsenal Sarandí. Tijdens het seizoen 2011/12 werd hij uitgeleend aan Levante UD. Het seizoen erop werd Cabral uitgeleend aan Celta de Vigo, waar hij in 2013 een meerjarig contract tekende. Op 15 september 2012 maakte de Argentijn zijn eerste doelpunt in de Primera División tegen Valencia CF.

## Interlandcarrière
Cabral speelde op het wereldkampioenschap voetbal onder 20 in 2005, dat in juni en juli in Nederland werd gehouden. Argentinië versloeg in de finale Nigeria.

## Erelijst
| Competitie                          |             |             |             |             |
| Competitie                          | Aantal      | Jaren       |             |             |
| River Plate                         | River Plate | River Plate | River Plate | River Plate |
| ----------------------------------- | ----------- | ----------- | ----------- | ----------- |
| Primera División (Winnaar Clausura) | 1x          | 2008        |             |             |
| Argentinië -20                      |             |             |             |             |
| Wereldkampioen -20                  | 1x          | 2005        |             |             |